# ブルンナー腺
ブルンナー腺（ブルンナーせん、英: Brunner's glands）、あるいはブルンネル腺、十二指腸腺（duodenal glands）は、十二指腸の部分から発見された胆膵括約筋の上に位置する複合環状粘膜下層腺である。ブルンナー腺は粘液に富んだアルカリ分泌物を産生する。この分泌物は次のような役割を持つ。
- 胃から十二指腸へ送られる酸を含んだ消化中途物から十二指腸を守る
- 腸の消化酵素を活性化し、吸収を促進するためにアルカリ状態にする

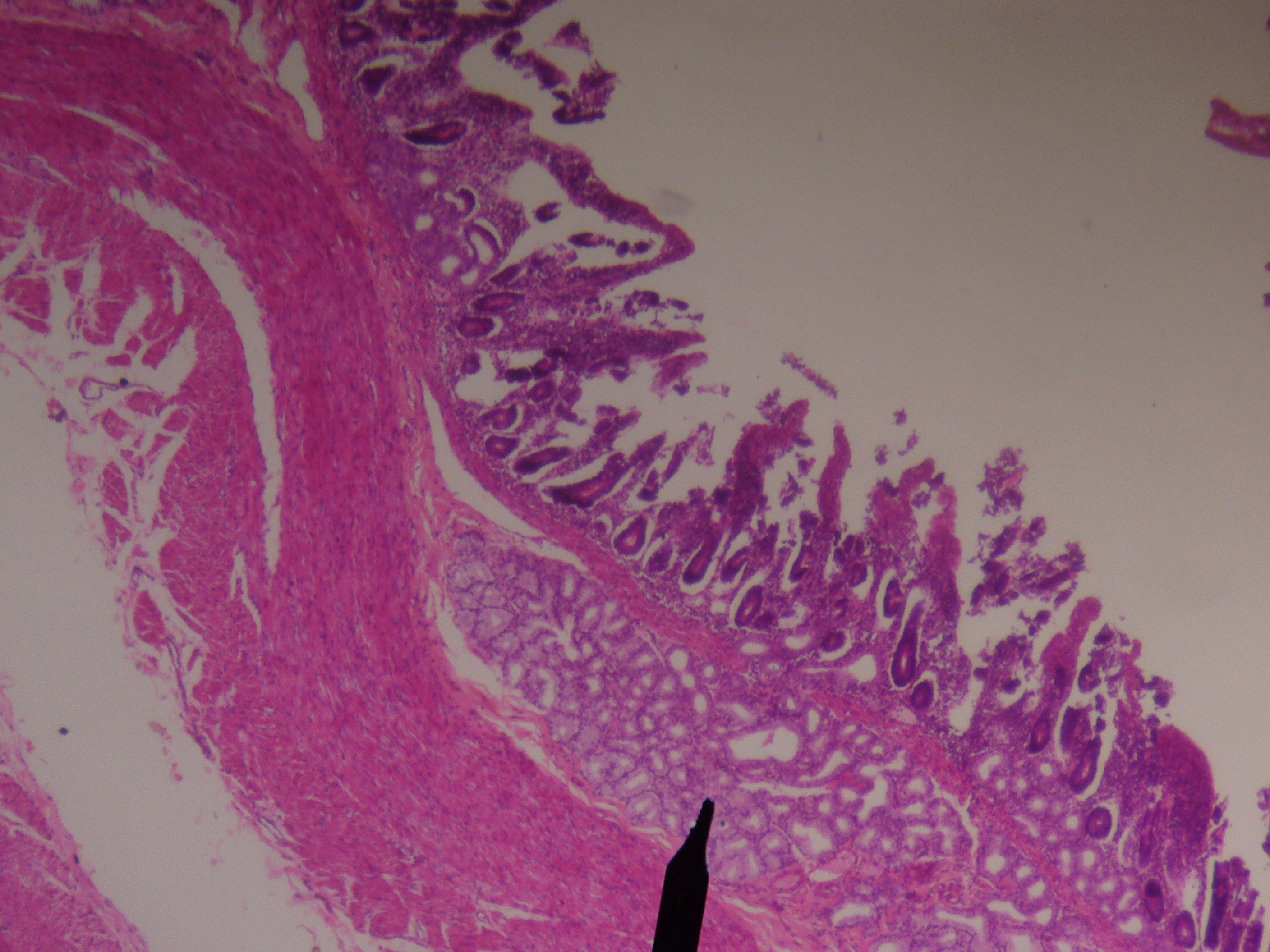
ヒトのブルンナー腺

- 腸壁に潤滑を与える